# Vlado Šćepanović
Vlado Šćepanović (nacido el 13 de noviembre de 1975, en Kolašin, RFS Yugoslavia) es un exjugador y entrenador de baloncesto montenegrino. Mide 1,98 metros de altura, y jugaba en la posición de alero. Actualmente es entrenador del KK Partizan de la ABA Liga.

## Trayectoria como jugador
- KK Budućnost (1993-2000)
- Efes Pilsen SK (2000-2001)
- KK Partizan (2001-2002)
- Fortitudo Bolonia (2002-2004)
- KK Partizan (2004)
- Panathinaikos BC (2004-2006)
- PAOK Salónica BC (2006-2007)
- CB Granada (2007-2009)
- CB Murcia (2009-2010)
- Panellinios Basket (2011-2012)

## Trayectoria como entrenador
- KK Budućnost (2016-2017) (Primer entrenador)
- Brose Bamberg (2017-2018) (Asistente)
- KK Partizan (2018-2020) (Asistente)
- KK Partizan (2020-Actualidad) (Primer entrenador)[1]